# Opel Flextreme
De Opel Flextreme is een conceptauto van het Duitse merk Opel. De auto is in de Verenigde Staten tijdens de North American International Auto Show van 2008 gepresenteerd als de Saturn Flextreme. De auto werd voor het eerst getoond tijdens de Internationale Automobilausstellung van 2007.

## Motor
De Flextreme is een hybride auto en beschikt over zowel een elektromotor als ook een 1.3L turbodiesel. De elektromotor heeft een actieradius van 50km en de dieselmotor voegt daar 715km aan toe. Aangezien woon-werk verkeer volgens Opel in de meeste gevallen minder dan 50km bedraagt zullen die ritten volledig op de elektromotor gedaan worden. De accu's zijn vervolgens binnen drie uur weer opgeladen door ze met een stopcontact te verbinden.

## Model
De Flextreme is vooral een studiemodel en is geen voorbode van een productieversie. De Flextreme is gebouwd om nieuwe motortechnieken te ontwikkelen en die tonen aan het publiek. Onder de kofferbak zijn twee kleine elektrische scooters te vinden.